# Movimiento reformista iraní
El movimiento reformista iraní (en persa: اصلاح‌طلبان), o Frente de las reformas (persa: جبههٔ اصلاحات), también conocido como el Frente del 2 de Jordad (persa: جبهه دوم خرداد, referido a la fecha en el mes de jordad de la victoria en las elecciones presidenciales de Mohammad Jatamí en 1997) es un movimiento político de un grupo de organizaciones y partidos políticos iraníes que se formó en apoyo al programa de reformas del presidente Mohammad Jatamí, con vistas al desarrollo de mayores libertades y democracia en la república Islámica de Irán. Se considera que la «era de las reformas» duró de 1997 a 2005, es decir los dos mandatos presidenciales de Jatamí.

## Antecedentes
En 1997 contendieron a la presidencia de la República Islámica de Irán dos candidatos: el clérigo Ali-Akbar Nateq-Noury, apoyado por el llamado bloque conservador y por el Líder Supremo, Alí Jamenei; y, Mohammad Jatami, candidato reformista. De la contienda electoral resultó ganador Jatami, quien fue elegido presidente de la república para el periodo de 1997 a 2001 con el 70% de votos a su favor; más adelante, en 2001 fue reelecto con el 78% de apoyo popular. Bajo su mandato comienza el movimiento reformista iraní.

## Reformas

### Libertad de prensa
El desarrollo de una mayor libertad de prensa se dio durante los dos primeros años de gobierno del presidente  Jatami. Por un lado la población tuvo mayor acceso a la información, en comparación con los años previos; y por otro, se promovió el debate y la opinión pública. La libertad de prensa respondió al interés por parte de los reformistas de ejercer presión contra el sector conservador, pues aprovecharon este medio para denunciar actos de corrupción y criminalidad de estos últimos; además se utilizó como instrumento para presionar a los conservadores (o principialistas) a hacer concesiones en otros aspectos de la política.
Entre 1997 y 2000 se incrementó la cantidad de periódicos en más del 50%; de 800 durante el periodo anterior a 1997, pasaron a ser 1207. También aumentó el número de publicaciones a un total de 2288 durante los dos periodos presidenciales de Jatami, con un promedio de 352 publicaciones por año, en comparación con el periodo anterior, en el que el número total fue de 384. La publicación de libros también se acrecentó, de 14, 017 antes de 1997 a 23, 305 después. De la misma forma, el Ministerio de Cultura incrementó la producción de películas y la construcción de cines.
No obstante, estas reformas se enfrentaron a dos obstáculos: el primero fue que no pudieron extenderse más allá de la prensa escrita y las publicaciones de libros, pues el sector conservador controlaba los otros medios de comunicación, como la radio y la televisión; el segundo problema fue la persecución de los periodistas por parte del sector conservador.

### Sociedad civil
Jatami comenzó a promover el fortalecimiento de la sociedad civil desde el inicio de su mandado en 1997, cuando en su discurso de inauguración ante el parlamento iraní declaró  que “proteger la libertad de los individuos y los derechos de la nación constituye una obligación fundamental del presidente […] esto requiere la provisión de las condiciones necesarias para la realización de las libertades constitucionales, fortaleciendo y expandiendo la institución de la sociedad civil y previniendo cualquier violación a la integridad personal, a los derechos y a las libertades legales.”
Sin embargo, Jatami se enfrentó a un problema, pues desde el punto de vista de varios intelectuales, la aplicación de la constitución se oponía a la formación de una sociedad civil, ya que este concepto promovía la autonomía de los individuos y de las asociaciones, mientras la constitución daba un gran peso a la figura del Líder Supremo y al aparato religioso, por ende, no estaba claro como las organizaciones podrían funcionar independientemente de las instituciones religiosas. 
Esta ambigüedad provocó la apertura del debate entre intelectuales, escritores, religiosos y otros grupos de la sociedad, con el objeto de definir que era la sociedad civil y hasta qué punto tanto la estructura gubernamental-religiosa como la constitución, promovían o limitaban el fortalecimiento de ésta. 
De acuerdo con Reza Razavi, lo que buscaba Jatami al promover la idea de la sociedad civil, era conciliar tres objetivos: convencer al sector principialista de que la aplicación de la constitución y el fortalecimiento de la sociedad civil resultarían benéficos para sus intereses; contener el descontento de la población joven al prometer que se  garantizarían sus libertades y derechos; y, convencer a la comunidad internacional de que el respeto a los derechos humanos era practicado en Irán, al mismo tiempo que se buscaba la mejoría de las relaciones con otros países.
Entre las actividades que promovió Jatami para el empoderamiento de la sociedad civil se encontraba el apoyo a la creación de Organizaciones No Gubernamentales (ONG’s) especialmente en áreas con gran diversidad étnica; estas organizaciones se concentraban en el respeto a los derechos de los niños, el cuidado del medio ambiente y la investigación científica. Asimismo, durante ambos mandatos presidenciales se promovió la creación de alrededor de 300 ONG’s en apoyo a la juventud.

### La situación de la mujer
Durante esta etapa las mujeres adquirieron mayores libertades en el espacio de su vida personal, además el código de vestimenta se flexibilizó. En el ámbito educativo, durante el ciclo escolar 1998-1999 las mujeres alcanzaron el 52% de la población estudiantil en las universidades. En el ámbito laboral la participación femenina varíaba dependiendo del sector de trabajo: en el área de ingeniería y física las mujeres representaban el 3% del total del trabajadores, en el sector educativo eran el 46% y en el sector salud la participación femenina era del 42%, mientras en el ámbito político, de la 238 candidaturas presentadas durante las elecciones de 1997, 8 de ellas eran de mujeres.
Además se dio la cooperación entre el sector femenino secular y el religioso. En estos grupos había dos diferencias principalmente; por un lado estaban las mujeres que apoyaban el  uso del velo, y que por lo regular se desempeñaban en cargos políticos, gubernamentales o universitarios; por otro, se encontraban quienes se oponían al uso del velo, ellas eran de clase media y trabajaban como abogadas, estudiantes, periodistas o escritoras. A pesar de las diferencias entre ambos grupos, durante este periodo se observa la formación de alianzas a corto o mediano plazo con el objetivo de alcanzar metas comunes.En 2003, Shirin Ebadi, abogada iraní, defensora de los derechos humanos, ganó el premio nobel de la Paz debido  la defensa de  los derechos de mujeres y niños.

### Los obstáculos a las reformas
El sector principialista fue el principal obstáculo para la implementación de las reformas. Un ejemplo de ello fue cuando los reformistas obtuvieron la mayoría en el parlamento y propusieron estrategias para la mejora de la posición de la mujer; mientras los principialistas, que obtuvieron la mayoría parlamentaria en 2004,  limitaron dichas reformas.
El sector principialista creía en la supremacía de la umma, es decir de la comunidad, sobre las garantías individuales, por lo tanto abogaban por la permanencia de la tradición islámica, pues consideraban que así se traerían mayores beneficios para la comunidad en general.
Dentro de las estrategias a las que recurrió el sector conservador de la revolución para frenar el movimiento reformista, estaban la creación de instituciones como la Corte Especial del Clero, en 1997, que se dedicaba a la persecución de clérigos reformistas; el cierre de periódicos reformistas en 1998 y 1999; y la persecución  y encarcelación de reformistas del sector público, como el alcalde Karbaschi, quien había brindado su apoyo al Presidente Jatami.